# Tōkyō kōshinkyoku
Tōkyō Kōshinkyoku (東京行進曲) è un film del 1929 diretto da Kenji Mizoguchi.

## Trama
I due grandi amici Yoshiki Fujimoto, figlio di un uomo d’affari, e Sakuma, si imbattono casualmente in una ragazza dalla quale il primo è istantaneamente attratto: Sakuma allora, non visto, fa una fotografia alla donna, e ne dà all’amico la stampa, che da allora egli conserverà sempre nel proprio orologio a cipolla.
La giovane è l’orfana Michiyo, che ha da poco intrapreso l’attività di geisha per sostenere la famiglia indigente di cui fa parte, composta da lei e dai suoi due zii. La madre di Michiyo, pure geisha, in punto di morte aveva confessato alla figlia di averla concepita con un uomo che amava ma che poi l’aveva abbandonata.
I due amici, all’uscita dal lavoro, si recano in un locale di geishe, dove, sorpresi, incontrano Michiyo, della quale, a questo punto, si innamora anche Sakuma, così come anche il padre di Yoshiki, il signor Fujimoto, vecchio frequentatore del posto.
Fujimoto padre, dopo aver esaminato un anello che Michiyo aveva dimenticato presso di lui, decide di troncare ogni rapporto con lei.
Yoshiki comunica al padre la propria intenzione di sposare Michiyo, ma il padre oppone radicate convenzioni sociali contrarie ad un matrimonio fra un rampollo dell’alta borghesia ed una geisha.
Poi Fujimoto-padre rivela a Michiyo che, se l’anello dimenticato è quello che le aveva donato la madre, allora lei non è altri che sua figlia, quindi sorella di Yoshiki. La stessa comunicazione egli fa poi al figlio, e quest’ultimo infine a Sakuma.
È quindi Sakuma a sposare Michiyo, che pure non è insensibile all’amore, ora rivelatosi in qualche modo incestuoso, per il fratello. Al matrimonio, Yoshiki dice all’amico che intraprenderà un lungo viaggio in terre lontane, per dimenticare, e gli consegna la foto di Michiyo. Sakuma è affranto dalla prossima perdita del sincero amico di una vita.
Yoshiki, all’imbarco su un transatlantico, viene inaspettatamente raggiunto da Michiyo e Sakuma, che partono con lui.